# دان پرلین

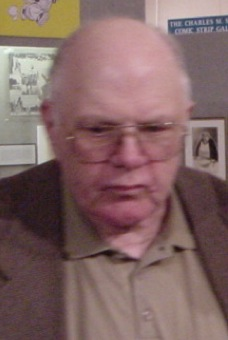
تصویری از دان پرلین

دان پرلین (انگلیسی: Don Perlin؛ زادهٔ ۲۷ اوت ۱۹۲۹) یک هنرمند اهل ایالات متحده آمریکا است. پرلین در شهر نیویورک متولد شد و در محله Canarsie در منطقه بروکلین بزرگ شد. او در ۱۴ سالگی، تحصیل هنر را زیر نظر برن هوگارت آغاز کرد.
وی بیشتر به خاطر همکاری‌هایش با مارول کامیکس و ویلینت کامیکس به خصوص کار بر روی گرگینه در شب، مدافعان و روح سوار شناخته می‌شود.

## زندگینامه
پرلین در 27 آگوست 1929 در شهر نیویورک متولد شد  و در محله Canarsie در بخش بروکلین بزرگ شد. در 14 سالگی، او شروع به مطالعه هنر زیر نظر برن هوگارت کرد، که کلاس‌های خصوصی کوچکی را در آپارتمانش در سنترال پارک غربی  یا در یک انبار اجاره‌ای در یک ساختمان کوچک در بالای برادوی در منهتن تدریس می‌کرد و صبح‌های شنبه تقریباً نیمی از آن را داشتیم. یک دوجین دانشجو." یکی از آنها، هنرمند کمیک آینده، آل ویلیامسون، دوست و همکار شد. همانطور که کلاس گسترش یافت و به مدرسه استیونسون وابسته شد، پرلین دیگر توان مالی حضور در آن را نداشت و آنجا را ترک کرد. او بعداً زمانی که هوگارت مدرسه کاریکاتوریست ها و تصویرگران را تأسیس کرد، به عنوان دانشجو بازگشت.
او در اواخر دهه 1940 وارد این صنعت شد و بعداً به یاد آورد: "اولین کار من برای شرکتی به نام فاکس فیچرز بود. این یکی از آن داستان های پلیس و دزدان بود. من آن را مداد کردم، پیت موریسی آن را جوهر کرد." تا دهه 1960 به طور معمول در بیشتر کمیک ها اعتبار داده نمی شد، و این امر شناسایی را دشوار می کرد، و اولین اثر تایید شده پرلین، قلم زدن و مرکب کردن داستان هفت صفحه ای "اشباح از دنیای زیرین" توسط نویسنده ای ناشناس، در ناشر Youthful's Captain Science # است. 3 (به تاریخ آوریل 1951). در طول سال 1952، او چند کار کمیک برای Ziff-Davis، Hillman Periodicals و Stanley Morse انجام داد، قبل از اینکه داستان های کمیک ترسناک خود را برای هاروی کامیکس، انتشارات سنت جان، کامیک مدیا، و نسخه های دهه 1950 مارول کامیکس، معروف به عنوان پیدا کند. اطلس کمیک. او به یاد می آورد که سه هفته را به عنوان یک هنرمند ارواح گذرانده است و بر روی صفحه بندی های ژول فیفر در کمیک درج روزنامه ویل آیزنر به نام The Spirit مداد می زند. همانطور که او این تجربه را به یاد می آورد:
به نوعی می گویم که برای ویل آیزنر کار کردم. اتفاقی که افتاد این بود که وقتی همکار که آنها The Spirit را انجام می‌دادند، وارد دفتر او شدم. من با چند نمونه وارد شدم و آنها آنها را به آیزنر آوردند، او به آنها نگاه کرد و من را استخدام کرد. در آن زمان نشریه ای داشتند به نام مجله PS. این یک مجله تعمیر و نگهداری مکانیکی برای ارتش بود. تابلویی در گوشه دفتر به من دادند و تنهام گذاشتند. جولز فیفر در حال نوشتن آن بود. او در آن زمان در ارتش مستقر در جزیره گاورنر بود... و آخر هفته می آمد و داستانی می نوشت و آن را تقریباً روی تابلوها می گذاشت. من دوشنبه می آمدم و آن را مداد می زدم. بعد از اولین بار دیگر آیزنر را ندیدم. یعنی در حین کار در آنجا.